# 高峻 (明朝)
高峻（1396年—？），字行安，江西饒州府餘干縣人，明朝政治人物。進士出身。

## 生平
江西鄉試第一百九十名。宣德五年（1430年）丁丑科會試第二十六名，殿試登進士第二甲第二十四名。

## 家族
曾祖父高宗文。祖父高彥名。父亲高拱北。